# San Juan Bautista (Venezuela)
Pour les articles homonymes, voir San Juan Bautista.
San Juan Bautista est le chef-lieu de la municipalité de Díaz dans l'État de Nueva Esparta au Venezuela. Autour de la ville s'articule la division territoriale et statistique de Capitale Díaz. Sa population est estimée à 26 402 habitants.

## Sources
- (es) Cet article est partiellement ou en totalité issu de l’article de Wikipédia en espagnol intitulé « San Juan Bautista (Venezuela) » (voir la liste des auteurs).